# Antonio Grimau
Antonio Rebolini (Lanús, provincia de Buenos Aires; 10 de marzo de 1944) conocido artísticamente como Antonio Grimau es un actor argentino con trayectoria profesional en cine, teatro y televisión.

## Vida personal
Entre 1973 y 1980 estuvo en pareja con la actriz Leonor Manso. Tuvieron un hijo en 1974 llamado Lucas Antonio Rebolini, apellido real de Antonio. Posteriormente, tuvo dos hijas con otras parejas, Luciana, con Zonia Tela y Antonia, con Cristina Sánchez.
El 6 de febrero de 2010 su hijo Lucas, se presentó en el Hospital Fernández de la ciudad de Buenos Aires con un cuadro de excitación psicomotriz producto del consumo de cocaína. Luego de estar unos minutos en la guardia se escapó del lugar. Luego fue recapturado por la policía en las calles del barrio de Palermo, desde donde fue trasladado en ambulancia al mismo hospital, donde permaneció internado y falleció cuatro días más tarde, el 10 de febrero de 2010. Su cuerpo estuvo 34 días en la morgue sin ser identificado a pesar de que sus padres llevaban días buscándolo.

## Actividad profesional
A los 16 años, cuando todavía estaba en la escuela industrial, decidió seguir su vocación de actor pese a la resistencia de su hermano mayor (su tutor legal, luego de que a los 13 años fallecieran sus padres). Por esos días, se repartía entre el colegio y los trabajos: fue empleado de un bazar, peón en una obra y ordenaba fideos en una fábrica de pastas. Cuenta que no le quedaba tiempo para nada, pero un día abrió el diario Clarín y vio un aviso que decía: «Teatro de Almagro “Charles Chaplin”, se buscan actores para conformar elenco para una obra de autor nacional». Se presentó a la prueba con un amigo, el amigo se fue, y él se quedó. Desde su primer papel sin letra, su carrera enhebró con continuidad roles que lo tuvieron como galán de telenovelas hasta que Alberto Ure —uno de sus dos referentes— lo convocó para Los invertidos, en el Teatro Municipal General San Martín.
Desde 1968 consiguió papeles en programas de televisión y telenovelas. Tuvo reconocimiento en "Dos a quererse" de Alberto Migré haciendo pareja de una doctora mayor interpretada por Fernanda Mistral.
En 1974 debutó cinematográficamente en la película La Mary (con Susana Giménez y Carlos Monzón).
Recorrió Arizona, Las Vegas y California haciendo teatro junto a Cristina Alberó.

### Televisión
- 1969: El bulín
- 1971: ¡Arriba juventud!
- 1972: El exterminador
- 1974: Alta comedia (1 episodio)
- 1973: Rolando Rivas, taxista
- 1973: Con odio y con amor
- 1973: Ese que no la quiere
- 1974: Siempre te amaré
- 1974: Dos a quererse
- 1975: Tu rebelde ternura
- 1977: Dulce Anastasia
- 1977: Una mariposa en la noche
- 1978: Renato
- 1979: Donde duermen dos... duermen tres
- 1979: Se necesita una ilusión
- 1980: Trampa para un soñador
- 1980: Una viuda descocada
- 1981: Quiero gritar tu nombre
- 1983: Amar... al salvaje
- 1984: Cuatro hombres para Eva
- 1985: Extraños y amantes
- 1986: La cruz de papel
- 1988: Vendedoras de Lafayette
- 1988: La bonita pagina
- 1992: Corazones de fuego
- 1993: ¿Dónde queda el paraíso?
- 1994: Más allá del horizonte (1 capítulo)
- 1995: Por siempre mujercitas
- 1995: Poliladron
- 1995-1996: Cha Cha Cha
- 1995-1996: Alta comedia (3 episodios): "Lo que no nos dijimos""Un solitario corazón" "Fuerte como la muerte"
- 1996: Verdad consecuencia
- 1996: Para toda la vida
- 1997: Ricos y famosos villano
- 1999-2000: Cabecita
- 1999: Mi ex villano
- 2003: Soy gitano villano
- 2004: Padre Coraje villano
- 2004: Sin código
- 2005: Hombres de honor villano
- 2006: Se dice amor villano
- 2007: Algo habrán hecho por la historia argentina participación especial
- 2008: Mujeres asesinas invitación
- 2008: Mujeres de nadie villano
- 2008: Todos contra Juan participación especial
- 2008: Vidas robadas villano
- 2009: Herencia de amor villano
- 2010: Valientes invitado especial
- 2011: Herederos de una venganza villano
- 2013: Historias de corazón, capítulo 22: "Perradas"
- 2013: Solamente vos participación especial
- 2014: Cuentos de Identidad
- 2018: Sandro de América
- 2020: Puerta 7

### Filmografía
- 1964: Buenas noches, Buenos Aires
- 1974: Rolando Rivas, taxista
- 1974: La Mary
- 1974: El amor infiel
- 1975: Los orilleros
- 1977: La obertura
- 1978: Proceso a la infamia
- 1979: …Y mañana serán hombres
- 1979: De cara al cielo
- 1980: Ritmo a todo color
- 1980: Sujeto volador no identificado (inconclusa)
- 1983: Un hombre de arena
- 1986: Los insomnes
- 1987: Los corruptores
- 1988: Tres alegres fugitivos
- 1989: Deliciosamente peligrosa
- 1995: Caballos salvajes
- 1996: La maestra normal
- 1998: Secretos compartidos
- 2000: Acrobacias del corazón
- 2001: Nada por perder
- 2020: Angélica

### Teatro
- 1965: El tren amarillo.
- 1966:Los Linares.
- 1980: Aquí hay gato encerrado.
- 1985:Papas Fritas.
- 1970: 30 dineros.
- 1986:Alta sociedad.
- 1986: Vidas privadas.
- 1987: Ladrones a domicilio.
- 1988:Historia de un caballo.
- 2000:Cristales Rotos.
- 2004: Salven al cómico.
- 2005:Cartas de amor.
- 2007: Segovia o de la poesía.
- 2008: El acompañamiento.
- 2009: El reñidero.
- 2009 - 2011: Darse cuenta - Teatro y Reflexión.
- 2010: El anatomista.
- 2011/2012: El precio.
- 2014: Al final del arcoiris
- 2015: Piel de judas
- 2016: Filomena Marturano.
- 2017: El avaro, de Moliere bajo la dirección de Corina Fiorillo.
- 2018: Hamlet
- 2019: Hello Dolly
- 2021-presente: Rotos de amor
- 2023: La ternura

### Premios y candidaturas
| Año  | Premio               | Categoría                             | Programa                        | Resultado |
| ---- | -------------------- | ------------------------------------- | ------------------------------- | --------- |
| 2003 | Premio Martín Fierro | Actor de reparto en drama y/o comedia | Soy gitano                      | Candidato |
| 2005 | Premio Martín Fierro | Actor protagonista de novela          | Se dice amor y Hombres de honor | Candidato |
| 2006 | Premio Martín Fierro | Actor protagonista de novela          | Se dice amor                    | Candidato |
| 2009 | Premio Martín Fierro | Actor de reparto en drama             | Herencia de amor y Valientes    | Ganador   |
| 2019 | Premio Martín Fierro | Protagonista                          | Sandro de América               | Ganador   |